# Kennel

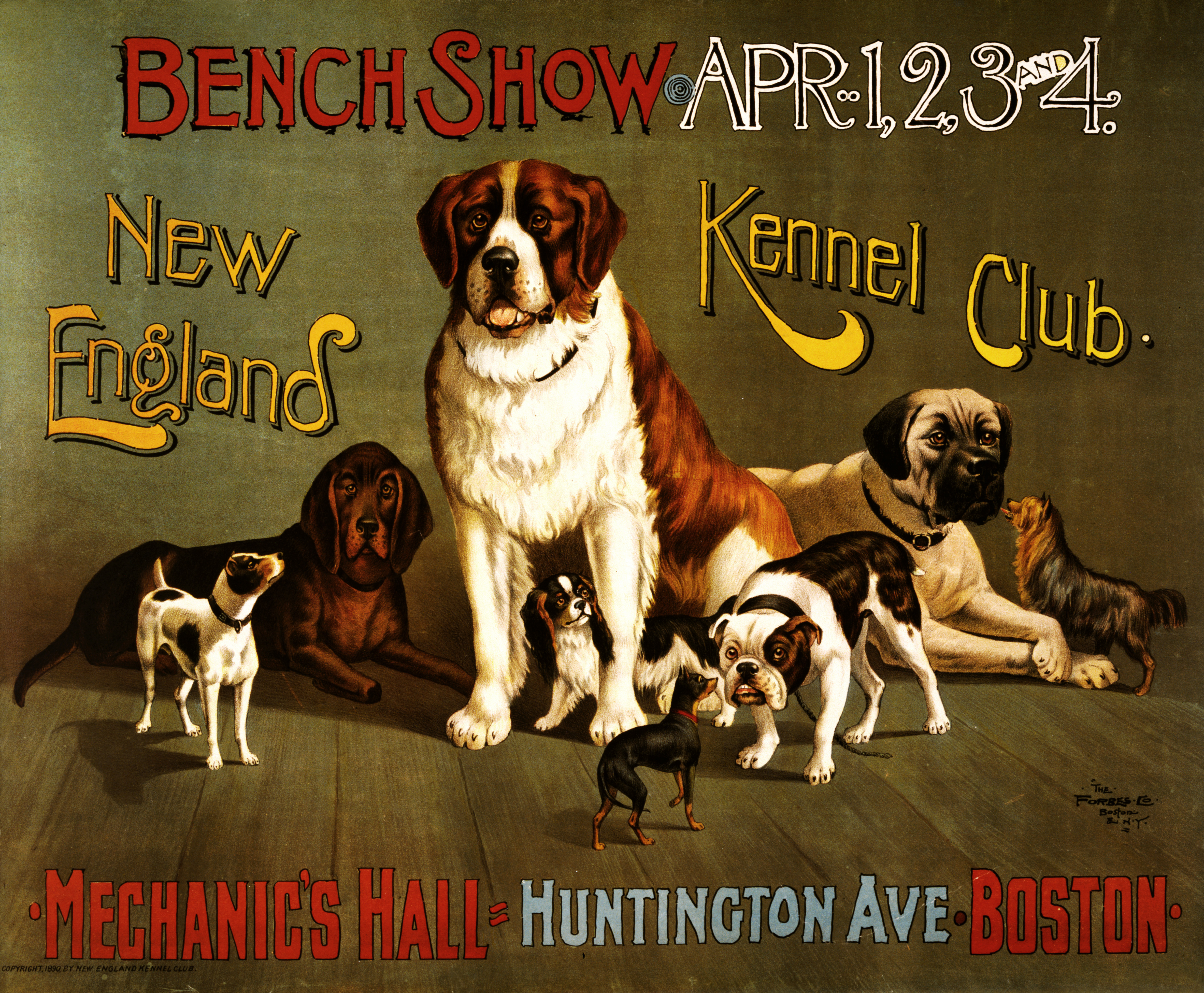
En reklamaffisch för New England Kennel Clubs hunduppvisning från cirka 1890.

Kennel, anläggning för att föda upp hundar. Ägaren håller hund(ar) som får valpar, som senare säljs till nya, blivande hundägare. Folk anser ofta att en kennel är mer seriös om den är registrerad i Svenska Kennelklubben[källa behövs]. Valpar säljs när de är minst åtta veckor. Tikar är dräktiga i ca 63 dagar. Kennlar kan ha olika syften och avla hundar med olika mål. För exempelvis boxerhundar så fokuserar man på att avla mot god mentalitet snarare än kroppsliga funktioner.